# La Tieule
La Tieule är en kommun i departementet Lozère i regionen Occitanien i södra Frankrike. Kommunen ligger i kantonen La Canourgue som tillhör arrondissementet Mende. År 2022 hade La Tieule 95 invånare.

## Befolkningsutveckling
Antalet invånare i kommunen La Tieule
| Referens: INSEE |